# Glabella
Glabella este suprafața netedă a osului frontal localizat între arcadele sprâncenoase; porțiunea osului frontal situată imediat superior de rădăcina nasului.